# Đầu nối DIN

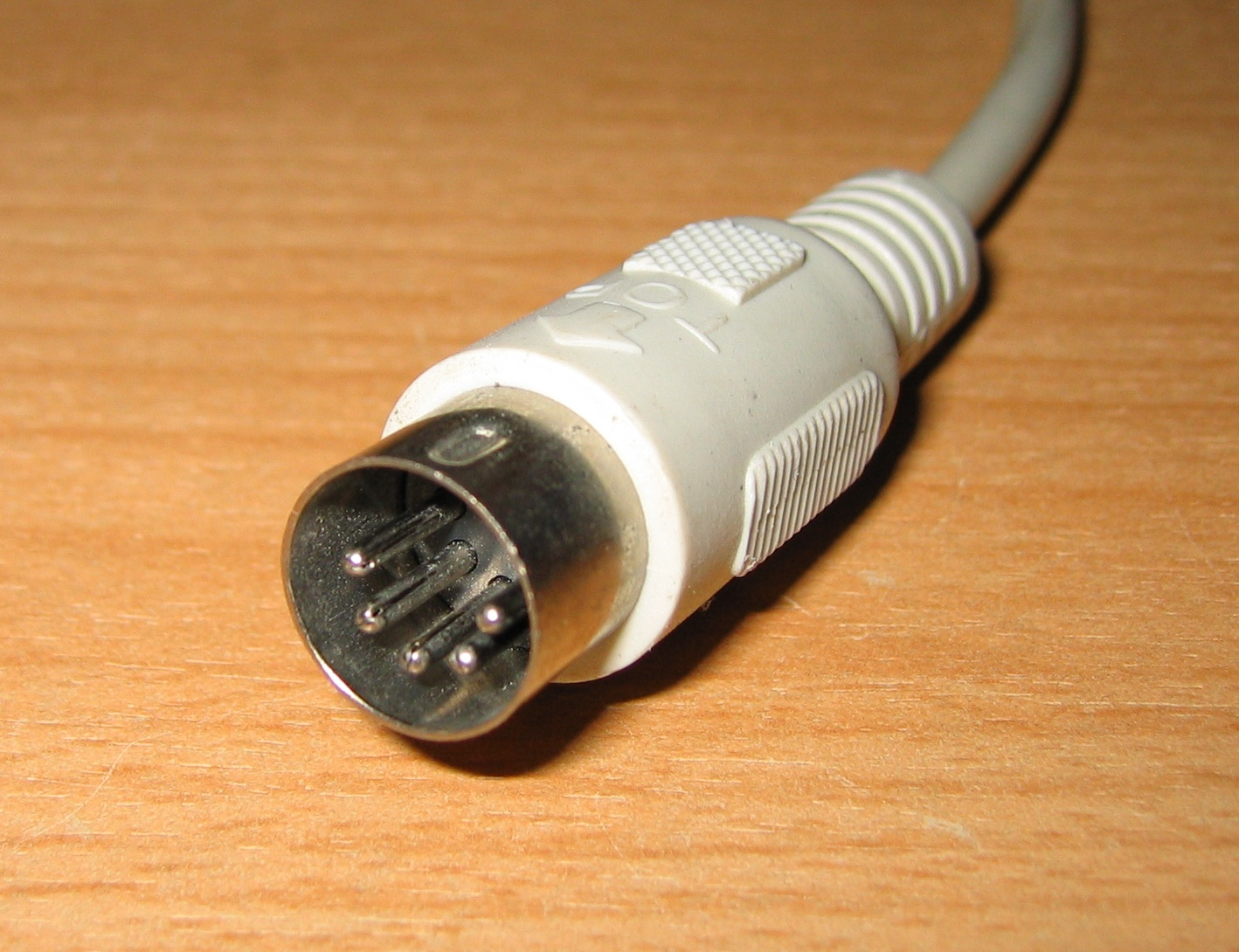
Đầu nối DIN 5 chân

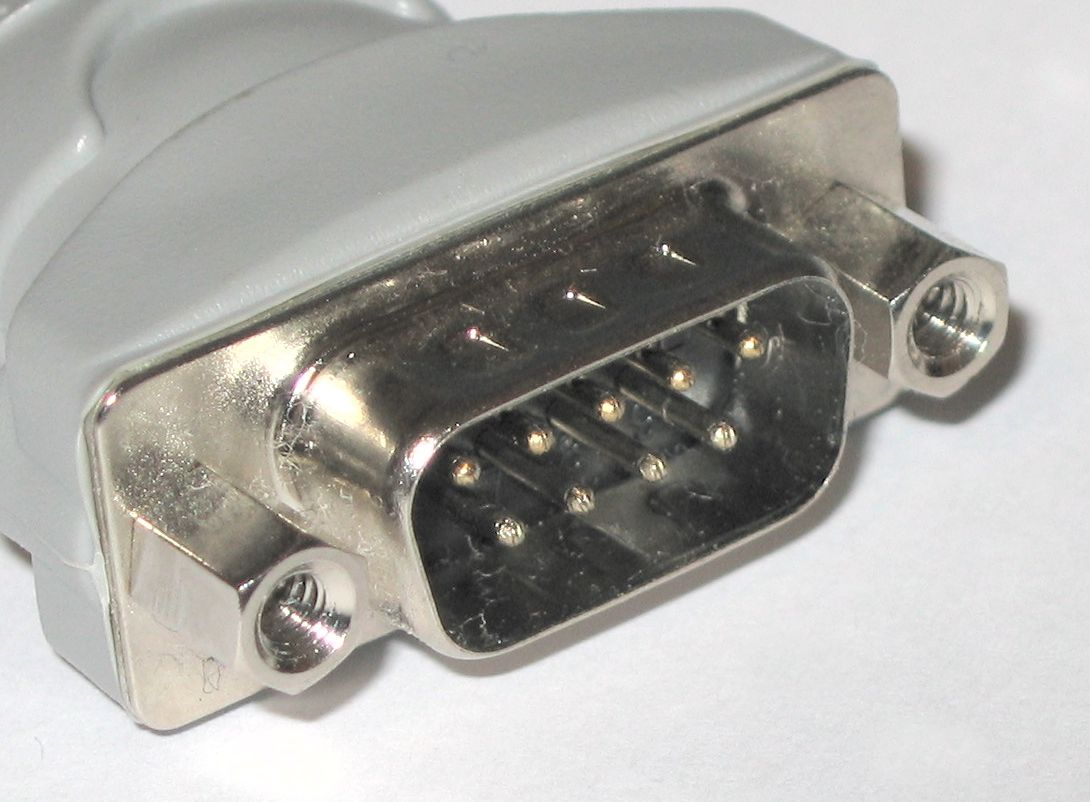
Đầu nối D tinh xảo DE-9 đực (cắm)

Đầu nối DIN là đầu nối được chuẩn hóa vào đầu những năm 1970 do Viện Tiêu chuẩn Đức (DIN, Deutsches Institut für Normung) là tổ chức tiêu chuẩn quốc gia của Đức đưa ra.
Có các tiêu chuẩn DIN cho một số lượng lớn các đầu nối khác nhau, do đó thuật ngữ "đầu nối DIN" tự nó không xác định rõ ràng bất kỳ loại đầu nối đặc biệt nào. Nó chỉ rõ ràng khi có số hiệu tài liệu của tiêu chuẩn DIN có liên quan được thêm vào (ví dụ: "DIN 45322 connector"). Một số tiêu chuẩn DIN kết nối là:
- DIN 41524: đầu nối tròn thường được sử dụng cho các tín hiệu âm thanh.
- DIN 41612: các đầu nối hình chữ nhật được sử dụng để kết nối các thẻ plug-in với mặt sau hoặc bo mạch chủ.
- DIN 41652: đầu nối D tinh xảo (D-subminiature) được sử dụng cho dữ liệu máy tính và video.

Trong ngữ cảnh điện tử tiêu dùng, thuật ngữ "đầu nối DIN" thường dùng để chỉ một thành viên của họ đầu nối hình tròn ban đầu được tiêu chuẩn hóa bởi DIN cho các tín hiệu âm thanh tương tự. Một số kết nối này cũng đã được sử dụng trong các ứng dụng video tương tự, cho các kết nối nguồn và cho các giao diện số như MIDI hoặc bàn phím máy tính IBM AT (sau đó là kết nối PS/2 cho bàn phím và chuột là đầu nối Mini-DIN). Các tiêu chuẩn DIN ban đầu cho các đầu nối này không còn được xuất bản, và đã được thay thế bằng tiêu chuẩn quốc tế tương đương IEC 60130-9.
Tuy các đầu nối DIN có bề ngoài tương tự như các đầu nối XLR mới hơn, nhưng chúng không tương thích.

## Một số đầu nối DIN

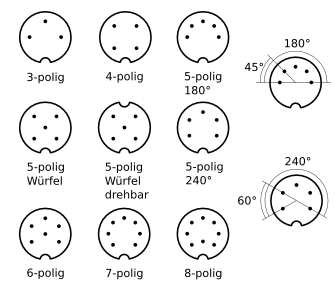
Một số đầu nối DIN phổ biến